# De Keefmen
De Keefmen was een Nederlandse band uit Klazienaveen. De band speelde een mix van beatmuziek met garagerock en bestond van 2008 tot 2014.

## Biografie
De band De Keefmen ontstond uit de band The Miracle Men, die onder andere een platencontract had in Italië. Nadat de sologitarist eind 2007 uit The Miracle Men stapte, besloot het overgebleven drietal begin 2008 een doorstart te maken onder de naam De Keefmen, waarbij zij zich lieten inspireren door onder andere Otis Redding, The Byrds, Q65, The Outsiders en Cuby & The Blizzards. In 2009 verscheen een eerste 10" EP bij Kuriosa Records. In de zomer van 2010 verscheen hun eerste album Mirror of Time bij het Engelse Dirty Water Records. In 2011 trad de band op op Eurosonic. In 2014 verscheen Reflection Of Mind, het tweede album van de band op Grey Past Records. De plaat werd op 14 maart 2014 gepresenteerd in het Groningse Vera. Kort na het verschijnen van de tweede plaat, besloot de band te stoppen. Sulmann dook hierna op in het garagerockduo The Sensational Second Cousins, dat in tegenstelling tot De Keefmen meer teruggrijpt op rock-'n-roll uit de jaren 50. Kroes en De Lange concentreerden zich op het indierock trio Holy Beggars. Daarnaast is Kroes actief in  bluegrassband Pine Needle Miners, rock'n'roll kwartet Fifity Eggs en vult hij 2012 het garagebluespunk duo Low Point Drains aan op basgitaar.

## Bezetting
- Henri Sulmann - zang, gitaar
- Peter Kroes - zang, basgitaar
- Dennis de Lange - drums

## Discografie
- De Keefmen (2009, 10" EP, Kuriosa Records)
- Mirror of Time (2010, Dirty Water Records)
- Reflection Of Mind (2014, Grey Past Records)